# Setaria setosa
Setaria setosa là một loài thực vật có hoa trong họ Hòa thảo. Loài này được (Sw.) P.Beauv. miêu tả khoa học đầu tiên năm 1812.